# Eagles (videogioco 1987)
Eagles è un videogioco sparatutto a scorrimento con velivoli fantascientifici pubblicato nel 1987 per Commodore 64 dalla Hewson. È simile a Dropzone, ma caratterizzato dalla presenza di due giocatori a schermo diviso.

## Modalità di gioco
Protagonisti del gioco sono due velivoli da caccia terrestri Eagle (aquila) in lotta contro forze aliene. Possono partecipare uno o due giocatori simultaneamente, in cooperazione o in competizione, e in ogni caso lo schermo è diviso in due orizzontalmente, con ciascuna metà dedicata a uno degli Eagle; in giocatore singolo l'altro Eagle è controllato dal computer in competizione.
Gli Eagle si muovono sopra un paesaggio planetario futuristico con visuale di lato, a scorrimento orizzontale in entrambi i sensi e ciclico, nello stile di Defender. Le figure sono piuttosto grandi rispetto allo spazio di manovra disponibile. I movimenti orizzontali, a velocità regolabile, risentono dell'inerzia e fare un'inversione di marcia richiede qualche istante.
Gli Eagle possono sparare in orizzontale, vengono distrutti al primo colpo subìto e hanno tre vite. In modalità cooperativa le vite sono in comune. In competizione non ci si può colpire a vicenda, ma si lotta per il punteggio.
L'obiettivo, oltre a sparare ai vari tipi di velivoli alieni, è intercettare i Droidi Messaggeri, piccole sfere che si possono raccogliere a bordo dell'Eagle una alla volta e quindi scaricare in un apposito scivolo di raccolta alleato. 
Ogni cinque droidi si vince un Devastator, un'arma che elimina tutti i nemici nelle vicinanze.
Al termine di ogni ondata di nemici si affronta un livello bonus contro una potente navicella chiamata Zeta, che sullo schermo prende il posto di uno dei due Eagle, oppure nel caso di due giocatori in competizione si combatte l'uno contro l'altro; le sequenze bonus sono l'unica situazione in cui gli Eagle hanno una riserva di energia e possono spararsi a vicenda.
Ci sono otto livelli e procedendo compaiono alieni che una volta colpiti passano a forme via via più pericolose, e palle di fuoco immuni al Devastator.